# Peleteria malleola
Peleteria malleola är en tvåvingeart som först beskrevs av Jacques-Marie-Frangile Bigot 1884.  Peleteria malleola ingår i släktet Peleteria och familjen parasitflugor. Inga underarter finns listade i Catalogue of Life.